# 神戸サンズの選手一覧
神戸サンズの選手一覧（こうべサンズのせんしゅいちらん）は、プロ野球関西独立リーグ (初代)の神戸サンズに所属していた主な選手の一覧である。

## 選手

### NPB入団選手
※当球団より直接入団した選手に限る。
- エディソン・バリオス - 福岡ソフトバンクホークス（2011年 - 2016年）

### その他
- アレキサンダー・ラミレス（23） - アレックス・ラミレスの三男
- ジョニー・セリス - 北海道日本ハムファイターズ通訳を経て2021年に茨城アストロプラネッツ監督、2022年-2023年に福岡北九州フェニックス→北九州下関フェニックスヘッドコーチ。
- 橋本直樹（41） - 退団後、クリーブランド・インディアンスとマイナー契約（2012年途中 - 2014年）
- 丸山和馬（2）
- 矢島陽平 - 退団後、福井ミラクルエレファンツ・武蔵ヒートベアーズを経て読売ジャイアンツに入団

## 歴代監督
- マック鈴木（2011年）元オリックス・ブルーウェーブ・元オリックス・バファローズ
- 金崎泰英（監督代行、2012年）